# Abu l-Ala Faridun ibn Hussayn Bayqara
Abu l-Ala Faridun ibn Hussayn Bayqara fou un príncep timúrida, fill de Hussayn Bayqara. Després de la derrota de Badi al-Zaman i els seus germans els governadors provincials van tornar a les seves seus. Faridun va encunyar moneda el 1506. Els uzbeks lluitaven a Mashad, Nixapur, Astarabad i Turshiz, contra els begs dels prínceps timúrides i van aconseguir repetidament la victòria. El seu germà Muzaffar Husayn va morir segurament el 1508 i Badi al-Zaman va arribar a la cort del safàvida Ismail I de Pèrsia. Vambery diu que Muhammad Shaybani es va apoderar de Gurgan durant el 1508, si bé en tot cas serien els seus homes, ja que ell no estava a la regió aquell any.